# Josef Hoflehner
Josef Hoflehner (1955) es un fotógrafo austriaco conocido por sus imágenes de paisajes en blanco y negro, e imágenes de color sutiles. En el año 2007 fue elegido como el Fotógrafo de Naturaleza del Año, y sus fotografías se exhiben con regularidad en Nueva York, Los Ángeles, Berlín, Londres y más ciudades.

## Libros de fotografía
- Jet Airliner: The Complete Works (2012)
- ZNZ: Zanzibar (2011)
- Unleashed 3 (2010)
- Jet Airliner (2009)
- China (2009)
- Nine 9 (2008)
- Li River (2008)
- Big Island (2008)
- Unleashed Two (2007)
- Iceland (2006)
- Yemen (2006)
- Unleashed (2005)
- Gegendum (2004)
- Frozen History (2003)
- Southern Ocean (2002)

## Otras publicaciones
- Fotografía "Liquid Wall" destacada en la sección Features del Times (RU) (8 de diciembre de 2007).
- Fotografías para el artículo "Antarctica's heritage under threat" de la revista Geographical v. 76, Nº 8 (agosto de 2004),